# Stocznia Szczecińska B-181
Der Frachtschiffstyp B-181, auch B181 ist ein Serienfrachtschiffstyp der Stettiner Werft Stocznia Szczecińska im. A. Warskiego.

## Geschichte
Die Werft entwickelte den Schiffstyp Ende der 1970er Jahre. Die Schiffsserie wurde von 1980 bis 1984 in elf Einheiten gebaut. Aufgrund der Weiterentwicklung während der laufenden Serie wird die Baureihe in B181-I (drei Einheiten), B181-II (zwei Einheiten), B181-IV (zwei Einheiten), B181-VI (eine Einheit) und B181-VII (drei Einheiten) unterteilt. Das Bauprogramm dieses Schiffstyps teilte sich auf verschiedene Reedereien auf. Fünf Schiffe wurden von einer Beteiligungsgesellschaft der Hamburger Reederei Harald Schuldt geordert. Erstes Schiff der Serie war die 1980 gebaute Rijeka Express. Jeweils zwei Schiffe wurden an Schiffsfonds in Hamburg, Reedereiegesellschaften in Monrovia und an die britische Palm Line abgeliefert. Letztere setzte ihre Schiffe innerhalb des Westafrikadienstes des UKWAL (UK West Africa Line) Konsortiums ein.

## Technik
Der Grundtyp B181 ist ein Semicontainerschiff mit achtern angeordneten Aufbauten acherem Maschinenraum und langer Back. Die späteren Varianten wurden als Mehrzweck-Trockenfrachter abgeliefert. Der Schiffsantrieb besteht aus einem in Sulzerlizenz gefertigten Typ 8RND68M Zweitakt-Dieselmotor des Herstellers H. Cegielski aus Poznań. Die Motoren leisten 11.190 kW und wirken direkt auf einen Festpropeller mit einer Drehzahl von bis zu 150 Umdrehungen pro Minute.
Die vier Laderäume verfügen über je ein Zwischendeck und haben zusammen ein Schüttgutvolumen von 28.083 m3 und 25.405 m3 Ballenraum. Die mittig geteilten Lukenöffnungen der Räume 2 bis 4 machen einen zügigen Ladungsumschlag des Schiffstyps auch bei mehrfach aufgeteilten Ladungspartien der einzelnen Lade- und Löschhäfen möglich. Verschlossen werden die Luken durch Stahllukendeckel des Typs McGregor beziehungsweise Pontonlukendeckel, deren Öffnen und Schließen nur wenige Minuten in Anspruch nimmt. Die Semicontainerschiffe verfügen über kein eigenes Ladegeschirr, das Ladegeschirr der Mehrzweckfrachter bestand aus dagegen sechs Schwingladebäumen des Herstellers McGregor/Hallen mit je 36 Tonnen Kapazität.

## Übersicht
| Typ-B181-Schiffe             | Typ-B181-Schiffe | Typ-B181-Schiffe | Typ-B181-Schiffe | Typ-B181-Schiffe                                  | Typ-B181-Schiffe |
| Bauname                      | Typ/Baunummer    | IMO-Nummer       | Baujahr          | Auftraggeber                                      | Umbenennungen und Verbleib |
| ---------------------------- | ---------------- | ---------------- | ---------------- | ------------------------------------------------- | --- |
| Rijeka Express               | B181/355         | -                | 1980             | Harald Schuldt, Hamburg                           | - |
| Medi Star                    | B181/358         | -                | 1981             | Harald Schuldt, Hamburg                           | 1985 Sulu Bay, 1985 Aklan Point, 1986 Kalantiao, 1988 Euro Louisiana, 1989 CMB Eager, 1990 Merchant Prince, 1992 Lonquimay, 1993 Merchant Prince, 1993 ZIM Rio, 1994 Merchant Prince, 1994 CMBT Emerald, 1996 Merchant Prince, 1999 Komoe, 2000 Lucie Delmas, 2001 Komoe, 2001 Karine Delmas, 2002 Karine, Abbruch ab 1. April 2003 in Alang |
| Medi Sea                     | B181/361         | -                | 1981             | Harald Schuldt, Hamburg                           | - |
| Lagos Palm                   | B181-II/368      | -                | 1982             | Palm Line, London                                 | Lagos, 1986 Pearce, 2009 Ahraf B, ab 22. September 2009 abgebrochen |
| Lokoja Palm                  | B181-II/371      | -                | 1982             | Palm Line, London                                 | 1982 Wameru, 1983 Lokoja, 1984 Lloyd Australia, 1986 Mekhanik Bardetskiy, 1996 MSC Buenos Aires, 1998 Jamie, 1999 Rocio B, 2009 Rocio, ab 27. April 2009 verschrottet |
| Toledo                       | B181-IV/377      | -                | 1983             | Poldhu Shipping Inc., Monrovia                    | - |
| Laredo                       | B181-IV/382      | -                | 1983             | Poldex Shipping Inc., Monrovia                    | - |
| Euro Sea                     | B181-VII/389     | -                | 1984             | Harald Schuldt, Hamburg                           | - |
| Andalusia                    | B181-VII/395     | -                | 1984             | Andalusia Beteiligungsgesellschaft NF 23, Hamburg | - |
| Lamon Bay                    | B181-VI/403      | -                | 1985             | Harald Schuldt, Hamburg                           | - |
| Aquitania                    | B181-VII/407     | 8300975          | 1985             | Aquitania Beteiligungsgesellschaft NF 25, Hamburg | 1987 Lanka Amitha, 1998 Dr. Juan B. Alberdi, 2000 Alter Ego, 2001 Kota Mutiara, 2003 Alter Ego, 2009 MSC Katherine Ann, ab Juni 2009 verschrottet |
| Daten: Equasis, grosstonnage |                  |                  |                  |                                                   | |